# Bernard Gravier
Bernard Rémy Léopold Adolphe Octave Gravier (Toló, Var, 20 de febrer de 1881 – agost de 1923) va ser un tirador francès que va competir a principis del segle xx.
El 1908 va prendre part en els Jocs Olímpics de Londres, on disputà dues proves del programa d'esgrima. En la competició d'espasa individual fou eliminat en segona ronda, mentre en la competició d'espasa per equips guanyà la medalla d'or.